# Terminalia subacroptera
Terminalia subacroptera är en tvåhjärtbladig växtart som beskrevs av Karel Domin. Terminalia subacroptera ingår i släktet Terminalia och familjen Combretaceae. Inga underarter finns listade i Catalogue of Life.